# ジェームズ・キーソン・リー
ジェームズ・キーソン・リー（James Kyson Lee, 이재혁 Lee Jae Hyuk, 1975年12月13日 - ） は韓国出身のアメリカ合衆国の俳優。
日本ではジェームズ・カイソン・リーと表記されることもある。
2012年頃からはジェームズ・カイソン (James Kyson) の名義を使用している。

## 経歴
韓国のソウル生まれ。ミドルネームの「Kyson」は、両親の名前の最初の文字「k」と「y」と、息子「son」に由来する。
10歳の時に家族でアメリカ・ニューヨークに移住。ボストン大学などで学ぶ。2001年にロサンゼルスに引越し、演技や歌のトレーニングを始める。2003年、テレビドラマ『犯罪捜査官ネイビーファイル』でデビュー。
2006年から『HEROES』にアンドウ・マサハシ役で出演（ちなみにアンドウは苗字ではなくファーストネームである）。劇中で日本人俳優マシ・オカの親友の日本人役として出演し、流暢な英語と訛りがあるものの、日本語の台詞を使いこなしている。

## 主な出演作品
- ザ・ホワイトハウス The West Wing (2004)
- HEROES HEROES (2006 - 2010）
- クリミナル・マインド 国際捜査班シーズン2 #4 Criminal Minds: Beyond Borders (2017)